# Чаптыков

Вид на улицу аала Чаптыков

Ча́птыков (хак. Чаптых) — аал в Бейском районе Хакасии.

## География
Находится в 30 км на северо-восток от райцентра — с. Бея.

## История
Год основания неизвестен. В 1920—1930-е вблизи от Ч. находилась небольшая деревня, основанная братьями Кышпанаковыми: Николаем, Семеном, Федором и Максимом. Они занимались заготовкой рыбы, разведением скота, подсобным хозяйством. В 1930-е братья были репрессированы, деревня пришла в упадок, часть жителей переехала в Чаптыково.

## Население
| 2002 | 2010 |
| ---- | ---- |
| 230  | ↘229 |

Население занимается в основном личным подсобным хозяйством.
Число хозяйств 89, население 241 чел. (01.01.2003), в том числе хакасы, русские, немцы и др.

## Инфраструктура
В аале находятся начальная школа, библиотека, клуб.

## Памятники
Памятник воинам-землякам, погибшим в Великой Отечественной войне.

## Уличная сеть
Улицы: Головная, Лесная, Механизаторов, Набережная, Школьная.